# Baigts
Baigts é uma comuna francesa na região administrativa da Nova Aquitânia, no departamento Landes. Estende-se por uma área de 11,67 km². Em 2010 a comuna tinha 365 habitantes (densidade: 31,3 hab./km²).